# Raül Balam Ruscalleda
Raül Balam Ruscalleda   (Sant Pol de Mar, 1976) es un cuiner català. Fill de Carme Ruscalleda i Toni Balam, el 2013, sent cuiner del restaurant 'Moments', situat a l'Hotel Mandarin Oriental, va obtenir dues estrelles de la guia Michelin. El març de 2013, va ingressar en un centre de rehabilitació i va deixar l'alcohol, la cocaïna i totes les substàncies a les que era addicte. El 2020 era xef de dos restaurants: el Drac de Calella, i el Moments de Barcelona, que dirigia amb la seva mare. El mateix any va reconèixer les seves addicions que va narrar en el documental "Camí Lliure".